# Librantice
Librantice település Csehországban, a Hradec Králové-i járásban. Librantice Jeníkovice, Blešno, Černilov, Libníkovice, Divec és Třebechovice pod Orebem településekkel határos. Lakosainak száma 654 fő (2024. január 1.).

## Népesség
A település lakosságának változását az alábbi diagram mutatja:
| Lakosok száma | 656  | 609  | 675  | 459  | 332  | 482  | 543  | 587  | 555  | 654  |
|               | 1869 | 1900 | 1921 | 1961 | 1980 | 2011 | 2016 | 2019 | 2021 | 2024 |